# Миллс, Уильям Хобсон
Сэр Уильям Хобсон Миллс англ. William Hobson Mills;(6 июля 1873 – 22 февраля 1959) — английский химик.

## Биография
Уильям Хобсон Миллс родился в Хаммерсмите 6 июля 1873 года. Он был старшим из пяти детей Уильяма Генри Миллса, архитектора и Эмили Уайлс Квинси (урожденной Хобсон). Осенью 1873 года семья переехала в родной город Эмили, Сполдинг, Линкольншир. Миллс получил образование в средней школе Сполдинга, а затем в Аппингем-скул. 

В октябре 1892 года он поступил в Джизус-колледж в Кембридже и изучал естественные науки. Травма ахиллова сухожилия, полученная в Аппингеме, вынудила его взять академический отпуск в течение 1893-1894 учебного года. Он вернулся в Кембридж в октябре 1894 года и окончил 1 часть обучения по естественным наукам в 1896 году, а вторую часть обучения(по химии) в 1897 году. Миллс начал исследования в химической лаборатории Кембриджского университета под руководством новозеландского химика Томаса Истерфилда. Ему было предложено работать над преобразованием 2,4-дибензоил мезитилена в пентациклическую систему, содержащую две антрахиноновые группы. 

В октябре 1899 года Миллс отправился в Тюбинген, чтобы поработать два года под руководством профессора Ханса фон Печмана, где он работал вместе с Невилом Сиджвиком. Они стали друзьями на всю жизнь. В 1902 году он был назначен заведующим химическим отделением Университета Северного Лондона, где он пробыл до 1912 года. В течение этого времени он вместе с другими сотрудниками работал над экспериментальным доказательством теории Ганча-Вернера об изомерии оксимов. Он также опубликовал совместную работу со своей женой Милдред Мэй Гостлинг о производных динафтантрацена. 

В 1912 году трагическая смерть Хамфри Оуэна Джонса оставила серьезную брешь в штате органической химии в Кембридже. Миллс был назначен на должность демонстратора, а вскоре после этого был избран стипендиатом и преподавателем естественных наук в Джизус-колледж.

Во время Первой мировой войны лаборатории, руководимой Миллсом, было поручено определить структуру химического вещества пинацианола и определить надежный способ его синтеза. Химическое вещество было изобретено немецкой компанией в 1905 году и во время войны включалось в фотопластинки для повышения их чувствительности к красной части видимого спектра. Благодаря использованию пинацианола фотографии, сделанные немецкими самолетами, были более детализованы, чем фотографии, сделанные пилотами союзников на немецких фронтах. В его штате, в частности, была студентка-химик Фрэнсис Мэри Хамер (1894-1980). В результате их усилий "почти весь пинацианол, используемый в новой британской панхроматической пленке, был получен из Кембриджских лабораторий", которыми руководил Миллс. Это значительно улучшило изображения, сделанные на рассвете и помогло Британии в войне. 

В 1919 году Миллс был назначен университетским преподавателем. В 1931 году университет создал для него персональную читательскую аудиторию по стереохимии, которую он занимал до своей отставки в 1938 году. В этот период своей карьеры Миллс продолжал свою работу по изомерии оксимов, а также изучал спироциклические соединения, стереохимию молекул с ограниченным вращением и метиновые красители.

## Семья
Миллс женился на коллеге-химике Милдред Мэй Гостлинг в 1903 году. У них было три дочери и сын: Марджори, Сильвия Маргарет, Изабель и Уильям Джордж Куинси. Миллс умер в своем доме в Кембридже 22 февраля 1959 года; у него остались жена и дети. Милдред Миллс умерла в больнице Адденбрук 19 февраля 1962 года.

Сильвия Маргарет вышла замуж за зоолога Ричарда Джулиуса Памфри в Честертоне, Кембридж, в 1933 году. У них родилась дочь и двое сыновей. 

Уильям Джордж Куинси, хирург, женился на Кэтрин Нон Хон в 1938 году. У них было две дочери и сын. Он умер в Паркстоне 25 июня 1988 года, оставив наследство в размере более 570 000 фунтов стерлингов.

## Награды и звания
- Член Лондонского королевского общества , 1923[12]
- Медаль Лонгстаффа Королевского Химического Общества, 1930
- Медаль Дэви Лондонского Королевского Общества, 1935
- Вице-магистр Джизус-колледжа, 1940-1948
- Президент Химического Общества, 1942–1943 and 1943–1944